# Sougou Kakutougi Rings: Astral Bout 3
Sougou Kakutougi Rings: Astral Bout 3 (総合格闘技ＲＩＮＧＳ アストラルバウト３) è un videogioco di tipo Picchiaduro versus multidirezionale sviluppato dalla A-Wave e pubblicato dalla King Records nel 1995.
È il terzo gioco della serie iniziata con il prodotto del 1992 Sougou Kakutougi: Astral Bout inerente allo sport delle arti marziali miste quando questo era ancora agli albori; come tutta la serie anche questo videogioco è sponsorizzato dalla promozione nipponica RINGS che in quell'anno aveva ufficializzato la transizione da organizzazione di puroresu a promozione di MMA.

## Modalità di gioco
Il menù iniziale di Sougou Kakutougi Rings: Astral Bout 3 prevede la possibilità di iniziare una partita come giocatore singolo, avviare la modalità a due giocatori, utilizzare un tutorial dove Akira Maeda spiegherà i fondamentali del gioco oppure accedere al pannello di configurazione ove è possibile selezionare la difficoltà e i controlli.
Nella modalità singolo giocatore si può decidere di iniziare un nuovo campionato RINGS, un torneo King of Kings oppure un singolo match di esibizione contro un avversario a scelta.
Per ciascuna di queste opzioni è possibile scegliere se si vuole che gli incontri debbano essere composti da un singolo round di 30 minuti oppure da un massimo di 5 round di 3 minuti l'uno; inoltre prima di ogni incontro si ha la possibilità di modificare i valori che caratterizzano il proprio personaggio, ovvero attacco, difesa, tecnica e velocità divise a loro volta nei tre aspetti del combattimento (striking, proiezioni e lotta a terra), ed eventualmente è possibile utilizzare delle configurazioni già preparate dalla CPU denominate "stili", generalmente una RINGS che descrive il lottatore nelle sue abilità originali, una configurazione per uno stile maggiormente orientato verso lo striking ed una per il grappling.
Gli incontri si svolgono sempre all'interno di ring.
Per ogni giocatore oltre che la barra dell'energia è presente un indicatore dei danni subiti alle differenti parti del corpo diviso in testa, busto, braccia e gambe.
Lo scorrimento è multidirezionale.

### Striking
Tutti gli incontri iniziano in piedi con una parte di kickboxing.
È possibile muoversi lungo tutto il ring, accorciare o allungare rapidamente le distanze con dei colpi rapidi del joypad nella direzione voluta.
Due pulsanti vengono utilizzati per sferrare pugni e due per i calci (calcio alle gambe e calcio al corpo); utilizzando normalmente tali pulsanti vengono utilizzate delle tecniche di jab realizzate con l'arto posto più in avanti, quindi colpi veloci ma deboli, mentre se si utilizzano tali pulsanti assieme al trigger destro del controller i colpi verranno sferrati con l'arto posto più indietro, portando quindi colpi più prevedibili ma potenti; è possibile effettuare combinazioni di colpi ed altre tecniche.
È possibile parare i colpi dell'avversario indietreggiando.
Quando uno dei due lottatori finisce KO l'arbitro inizia una conta di 10 secondi: se l'atleta non si riprende viene dichiarato sconfitto, mentre se si rialza viene contato un down a suo carico: a seconda del tipo di match si ha un numero limitato di down per round, e se si supera tale limite viene dichiarata la sconfitta per KO tecnico, mentre se si arriva al termine di un round chi ha subito il maggior numero di down avrà perso il round ai punti.

### Clinch, Lotta e Proiezioni
Iniziata una fase di clinch l'atleta che è in vantaggio può portare colpi ravvicinati come pugni, ginocchiate e gomitate, tentare una proiezione dell'avversario a terra oppure in alcuni casi è possibile tentare direttamente una tecnica di sottomissione partendo dal clinch in piedi.
Se si è costretti a difendersi dal clinch avversario è possibile parare i colpi indietreggiando o liberarsi dal clinch premendo in basso sul controller quando l'avversario tenta una proiezione; se il clinch rimane in stallo per troppo tempo l'arbitro finirà per separare i due contendenti.

### Lotta a terra
Una volta che la lotta viene portata a terra con entrambi gli atleti al suolo è possibile effettuare solamente tecniche di sottomissione delle più svariate come armbar, kneebar, triangoli, rear naked choke, ankle lock, ...
Con l'avversario a terra il giocatore deve come prima cosa passare in posizione di monta, posizione che può essere rovesciata dall'avversario con movimenti rotatori del controller, e successivamente deve avviare una tecnica di sottomissione tramite la corretta combinazione di tasti.
Se si riesce a portare la tecnica di sottomissione questa inizierà a togliere progressivamente energia all'avversario fino al momento della resa, oppure l'avversario riesce a liberarsi; il giocatore può liberarsi dalla morsa di una sottomissione anche raggiungendo e toccando le corde poste ai bordi del ring in uno qualsiasi dei quattro lati: toccate le corde i due atleti vengono separati e al lottatore vittima della sottomissione viene contato un escape; se si accumulano due escape nello stesso round al giocatore verrà contato un down aggiuntivo.
Se la fase di lotta a terra rimane in stallo per troppo tempo oppure inizia già ai bordi del ring l'arbitro finirà per separare i due contendenti.

## Roster
I personaggi selezionabili sono tutti reali lottatori al tempo sotto contratto con la RINGS o che avevano combattuto in precedenza nella promozione; mentre per i quattro atleti giapponesi presenti sono riportati i nomi reali, i lottatori stranieri recano nomi e cognomi leggermente storpiati o totalmente differenti.
- Akira Maeda

Il padre fondatore della promozione RINGS ed abile pro-wrestler. È un lottatore tecnico in tutti gli aspetti del combattimento; tra le sue sottomissioni caratteristiche c'è la Chickenwing Facelock.
- Mitsuya Nagai

Atleta con buone doti in ogni reparto, pecca nella difesa sia dallo striking, sia dal grappling; tra le sue sottomissioni vi è la Ankle Lock.
- Masayuki Naruse

Con i suoi 177 cm di altezza è il lottatore più basso del roster. È uno dei fighter più veloci e tecnici ma pecca nella fase di lotta e proiezioni.
- Yoshihisa Yamamoto

Lottatore molto tecnico e maggiormente orientato sul grappling, una delle sue sottomissioni è la Front Sleep.
- Bolis Goldman (ispirato a Chris Dolman)

Con i suoi 124 kg è l'atleta più pesante, e quello che esteticamente presenta la maggior stazza. È un lottatore tecnico ma con uno striking deficitario.
- Duke Bryce (ispirato a Dick Vrij)

Abile kickboxer, il suo calcio al corpo è una delle tecniche più efficaci.
- Horace Velman (ispirato a Hans Nijman)

Lottatore dalle caratteristiche equilibrate.
- Willie Max (ispirato a Willie Peeters)

Alto 180 cm, è uno degli atleti più bassi e veloci. Basa il proprio stile su una kickboxing tecnica e fulminea.
- Rob Sneijder (ispirato a Rob Kaman)

Ispirato ad un reale kickboxer di livello mondiale che lottò nella RINGS solamente alcuni incontri nel 1992.
- Volk Warren (ispirato a Volk Han)

Atleta molto equilibrato, anche se maggiormente noto per il suo grappling e in particolare per le sue leve agli arti.
- Nicolas Yusev (ispirato a Nikolai Zouev)

Atleta equilibrato, veloce in piedi ma non altrettanto nel clinch e a terra; vanta ottime abilità nel grappling, e tra le sue sottomissioni vi è la Chickenwing Necklock.
- Jeradze Tariel (ispirato a Tariel Bitsadze)

È il lottatore più alto del roster assieme a Williams grazie ai suoi 200 cm. Veste solamente i pantaloni di un karategi, ed è particolarmente pericoloso nella parte di striking grazie al suo background nel Kyokushinkai.
- Grom Gaza (ispirato a Zaza Tkeshelashvili)

Ispirato a Zaza "Grom" Tkeshelashvili, un lottatore olimpionico abile in un po' tutte le componenti del combattimento; tra le sue sottomissioni caratteristiche vi è la Full Nelson.
- Johnny William (ispirato a Willie Williams)

Karateka alto 2 metri, ha caratteristiche totalmente dedite allo striking, e in questo è una sorta di clone di Jeradze Tariel.
- Sotir Gorchev (ispirato a Sotir Gotchev)

Atleta molto abile nel grappling, sono particolarmente pericolose le sue tecniche di sottomissione dal clinch come la bear hug e la ghigliottina.

## La serie
1. Sougou Kakutougi: Astral Bout (1992)
2. Sougou Kakutougi: Astral Bout 2 - The Total Fighters (1994)
3. Sougou Kakutougi Rings: Astral Bout 3 (1995)